# Trương Định (phường)
Trương Định là một phường thuộc quận Hai Bà Trưng, thành phố Hà Nội, Việt Nam.
Phường Trương Định có diện tích 0,52 km², dân số năm 2022 là 21.087 người, mật độ dân số đạt 40.551 người/km².

## Khí hậu
Khí hậu ẩm và cận nhiệt đới .  Nhiệt độ trung bình là 23 ° C. Tháng ấm nhất là tháng Bảy, ở 28  ° C , và tháng Giêng lạnh nhất, ở 18 ° C.  Lượng mưa trung bình là 2.285 mm mỗi năm. Tháng ẩm ướt nhất là tháng 8, với lượng mưa 462 mm và tháng 1 ẩm ướt nhất với 17 mm.